# Tassilo Broesigke
Tassilo Broesigke (* 8. Juni 1919 in Meierhöfen bei Karlsbad in Böhmen (heute Dvory bei Karlovy Vary in Tschechien); † 9. September 2003 in Hollabrunn) war Präsident des österreichischen Rechnungshofs von 1980 bis 1992.

## Leben
Er entstammt der altmärkischen Familie von Broesigke. Nach Besuch des Gymnasiums in Hollabrunn von 1929 bis 1937 studierte Broesigke Philosophie und das Studium der Rechte an den Universitäten München, Heidelberg und Wien. Er gehörte dem Corps Danubo-Markomannia Wien an. Er beantragte 1938 die Aufnahme in die NSDAP.  Von 1946 bis 1947 absolvierte der das Gerichtsjahr, war als Rechtsanwaltsanwärter tätig und promovierte im Jahr 1947. Ab 1951 hatte er eine eigene Rechtsanwaltskanzlei. Broesigke verteidigte mehrfach Ex-Nazis unter anderem in Presseverfahren, darunter auch Taras Borodajkewycz. In einem Leserbrief verteidigte Broesigke das Bekenntnis der FPÖ „zur deutschen Volks- und Kulturgemeinschaft“.
1956 wurde er Landesparteiobmann der FPÖ Wien und zog von 1959 bis 1963 als Abgeordneter in den Wiener Landtag ein.
Von 1963 bis 1966 und von 1970 bis 1980 war er Abgeordneter zum österreichischen Nationalrat. Als ein Vertreter der kleineren oppositionellen Partei wurde er aufgrund der damaligen politischen Usancen 1980 vom Nationalrat in die Kontrollfunktion des Rechnungshofpräsidenten gewählt.

## Auszeichnungen
- 1942: Eisernes Kreuz II. Klasse
- 1976: Großes Goldenes Ehrenzeichen für Verdienste um die Republik Österreich[8]
- 1980: Großes Silbernes Ehrenzeichen mit dem Stern für Verdienste um die Republik Österreich[8]
- 1981: Großes Bundesverdienstkreuz mit Stern und Schulterband
- 1983: Großes Goldenes Ehrenzeichen am Bande für Verdienste um die Republik Österreich[8]
- 1997: Bürger ehrenhalber der Stadt Wien
- 1999: Goldenes Doktordiplom der Universität Wien